# NK Slaven Gradac
NK Slaven Gradac je amaterski nogometni klub osnovan 1929. godine. Gradac je mjesto uz Grad Pleternicu u Požeško - slavonskoj županiji, te ima oko 1000 stanovnika.
NK Slaven je dakle osnovan 1929. godine na inicijativu mjesnog gostioničara Romića i braće Oharek. Prvo igralište klub je imao na prostoru današnjeg naselja "Pašnjak" s kojeg se 70-ih godina 20. stoljeća za vrijeme predsjednika Đure Pamera seli na današnju lokaciju.
Klub se u početku natjecao s lokalnim klubovima, prije svega s područja Pleternice. Do početka 2. sv. rata klub je neprekidno djelovao, a tada se zbog ratnih događaja privremeno gasi. Početkom 50-ih godina klub ponovno kreće s radom, te se i dalje natječe u lokalnim natjecanjima, bez nekakvih značajnijih uspjeha.
Krajem 60-ih godina klub dolazi u poprilično tešku situaciju, te je praktično bio na rubu gašenja, ali entuzijazmom nekoliko ljudi, od kojih valja izdvojiti dvojicu, tadašnjeg predsjednika Đuru Pamera i Petra Antunovića klub kreće prema boljim danima. Na njihovu inicijativu, te uz pomoć svih igrača i mještana Gradca, klub gradi novo igralište, te se priprema teren za gradnju prvih svlačionica. Uz to dolaze i prvi rezultati te se klub probija u međuopćinsku ligu, što bi danas bilo nešto kao 4. hnl. Ipak, ta odlična generacija se dosta brzo razilazi, što u Slaviju, što zbog poslova ili školovanja na razne strane svijeta, te se klub odmah vraća u niže rangove.
Sredinom 80ih godina klub postavlja prvu ogradu oko igrališta na jako zanimljiv način. Kako je tada velika većina mladih preko ljeta išla "u metlice" u tadašnji PPK Kutjevo, igrači i uprava kluba su sklopili dogovor s kombinatom te su čitavo ljeto svi radili da bi za uzvrat kombinat postavio ogradu oko igrališta. Prije toga je izgrađena svlačionica, te je tako klub tada imao za ta vremena odlične uvjete.
Početkom Domovinskog rata mnogi igrači odlaze na prve crte obrane, ali klub nije prestao s radom.
Nakon završetka rata NK Slaven se uglavnom natječe u 2. ŽNL uz 3 ulaska u 1. ŽNL. Prvi puta klub se plasirao u 1. ŽNL 1999. godine pod vodstvom Damira Solde, koji je tada bio ujedno i predsjednik kluba. Tom prilikom klub je jednu sezonu uspio sačuvati prvoligaški status zahvaljujući boljem omjeru od NK Sulkovaca, da bi u sljedećoj sezoni sa samo 17 osvojenih bodova završio na posljednjem mjestu te se vraća u 2. ŽNL.
Drugi ulazak u prvoligaško društvo dogodio se 2 godine kasnije pod vodstvom Ivana Crnolatca, ali se dogodio ekspresni povratak u drugoligaško društvo.
Za vrijeme predsjednika Gorana Šinka, te kasnije Damira Solde klub je uz pomoć grada Pleternice krenuo u izgradnju nove klupske zgrade, koja se još uvijek dovršava, iako je odavno u funkciji.
Slijedi dugo razdoblje borbe u 2. ŽNL, gdje je u nekoliko navrata prijetilo i ispadanje u 3. ŽNL, ali se ipak nije dogodilo.
U godini kada je klub prvim gostovanjem jednog prvoligaša,NK Osijeka, obilježio 90 godina od osnutka, kao drugoplasirana ekipa 2. ŽNL NK Slaven se vraća u prvoligaško društvo pod vodstvom trenera Petra Čuljka i predsjednika Gorana Pavlovića. Sezona za pamćenje na žalost nije okrunjena naslovom prvaka, iako se senzacionalno klub do posljednjeg kola borio za titulu sa starim prvoligašima NK Dinamo Vidovci i NK BSK Buk.
U zimskoj stanci ove sjajne sezone došlo je i do promjene UO kluba, te je novi predsjednik postao Josip Čolak, pod kojim se klub dodatno organizacijski posložio, te su postavljeni kvalitetni temelji da klub postane stabilan županijski prvoligaš.